# 3090 Tjossem
3090 Tjossem је астероид главног астероидног појаса са средњом удаљеношћу од Сунца која износи 3,171 астрономских јединица (АЈ).
Апсолутна магнитуда астероида је 12,1.